# Malarazza (film)
Malarazza è un film drammatico del 2017 scritto e diretto da Giovanni Virgilio.

## Trama
Rosaria cerca di proteggere il giovane figlio dalla violenza e dalla delinquenza che li circondano.

## Produzione
Il film è stato girato nella periferia di Catania, tra Librino e San Berillo. Le riprese sono iniziate il 3 gennaio 2017.

## Distribuzione
Il film è stato distribuito nei cinema il 9 novembre 2017.

## Critica
Il critico di Panorama Claudio Trionfera, oltre a lodare la "felicissima recitazione di Stella Egitto", ha sottolineato  "un impianto di una certa solidità drammaturgica".
Nella sua recensione per MYmovies, Paola Casella ha scritto: "Una sceneggiatura più asciutta e una mano registica più sicura avrebbero giovato alla resa finale di Malarazza, ma la produzione fieramente indipendente e il coraggio di Virgilio nell'affrontare le miserie della sua città senza glorificarne i criminali (in stile televisivo Gomorra, per intenderci), merita un'altra occasione, con maggiori mezzi e una più consumata esperienza cinematografica".
Per la sua fotografia, Giovanni Mammolotti ha ricevuto una nomination ai David di Donatello del 2018.

## Colonna sonora
La colonna sonora del film, curata da Giuliano Fondacaro, spazia dal rap al neomelodico alla bossa nova, e include un brano originale in lingua portoghese interpretato da Arisa, O pensamento de voce.